# ヴォルガドラコ
ヴォルガドラコ Volgadraco ("ボルガ川のドラゴン"の意)は、ロシアの白亜紀後期カンパニアン前期から知られるアズダルコ科の翼竜の属。Saratov にある Rybushka層で見つかった下のくちばし(ホロタイプ SGU, no. 46/104a)と体骨格の断片から知られる。体の大きさやくちばしの血管系はサントニアンやチューロニアンのアズダルコやマーストリヒチアンのケツァルコアトルスのようなアズダルコ科に似ている。ヴォルガドラコは2008年に Arkhangelsky と Pervushov によって記載された。 模式種はヴォルガドラコ・ボゴルボヴィ(V. bogolubovi)、種小名はニコライ・ニコラエビッチ・ボゴルボフへの献名。記載者らはヴォルガドラコはボゴルボヴィアと同一かも知れず、疑問名かも知れないと考えている。